# Peter Taylor (football, 1928)
Pour les articles homonymes, voir Peter Taylor et Taylor.
Peter Thomas Taylor (2 juillet 1928 à Nottingham, Angleterre - 4 octobre 1990 à Majorque, Espagne) était un footballeur puis entraîneur anglais.
Il joue pendant 20 ans comme footballeur professionnel, commençant avec la réserve de Nottingham Forest, avant de se faire un nom à Coventry City de 1950 à 1955. Il rejoint ensuite les rangs de Middlesbrough, où il joue durant 6 saisons, disputant 140 matchs. Il dispute son dernier match à Port Vale en 1961-1962.
Sa première expérience d'entraîneur se déroule de 1962 à 1965 à Burton Albion. Il devient ensuite l'adjoint de Brian Clough durant neuf saisons à Hartlepool United, Derby County, et Brighton & Hove Albion. De 1974 à 1976 il est l'entraîneur principal de Brighton après avoir refusé de suivre Clough à Leeds United. En 1976, il revient aux côtés de Clough à Nottingham Forest. L'entente des deux compères est couronnée de succès à Forest où ils remportent notamment deux Coupes d'Europe des clubs Champions. En 1982, Taylor décide de se retirer du monde du football. Il reprend finalement du service six mois plus tard comme entraîneur principal de Derby County, jusqu'à sa retraite définitive en 1984.

## Carrière de joueur
Natif de Nottingham, Taylor commence sa carrière à Nottingham Forest mais n'apparaît jamais avec l'équipe première. En 1950, il rejoint Coventry City où il garde les buts à 86 reprises en cinq saisons avant de rejoindre Middlesbrough. Il passe six ans dans ce club où il dispute 140 matchs. C'est à Middlesbrough qu'il rencontre Brian Clough, un jeune attaquant prometteur. Il remarque en lui un potentiel et l'aide à s'imposer en équipe première.
En juin 1961, Port Vale verse une indemnité de 750£ à Middlesbrough pour faire venir Taylor. Il n'est presque pas utilisé dans son nouveau club où il est la doublure de Ken Hancock de 1960 à 1964. Le seul match qu'il dispute est une défaite 2/1 à Bradford Park Avenue A.F.C. le 3 février 1962. Laissé libre, il rejoint Burton Albion en mai 1962. C'est là qu'il commence sa carrière d'entraîneur.

## Carrière d'entraîneur
En octobre 1962, Peter Taylor se voit offrir le poste de coach de Burton Albion. Il écrit l'une des plus belles pages de l'histoire du club en remportant la Coupe de la Ligue du Sud en 1964. Un an plus tard il devient l'adjoint de Clough à Hartlepools. Avant l'arrivée du duo, le club lutte pour le maintien en quatrième division, au cours de quatre des six saisons précédentes. À l'issue de la seconde saison de Clough et Taylor, le club termine à une honorable huitième place.
Pendant que Clough encadre et motive les joueurs, Taylor repère les talents potentiels. Clough dit de son collègue : "Je ne suis pas apte à coacher correctement sans Taylor. Je suis la tête de gondole et il est l'homme de l'ombre". Taylor lui-même ne contredit pas cet avis : "Nous sommes complémentaires. Nous avons comblé nos manquements mutuels... Ma force était de sélectionner et de faire venir les bons joueurs, ensuite Brian pouvait façonner les joueurs."

### Derby County
En 1967, les deux hommes rejoignent Derby County. L'équipe qu'ils ont construit à Hartlepools est promue l'année suivante. À Derby, Taylor et Clough doivent reconstruire l'équipe. Taylor contribue à faire signer des joueurs tels que Dave Mackay et Roy McFarland. Derby est promu en Premier League en 1969. Ils y terminent quatrième en 1969-1970 et gagnent le championnat en 1971-1972, performance inédite dans l'histoire du club. Derby atteint les demi-finales de la Coupe d'Europe la saison suivante avant de chuter de façon controversée face à la Juventus. Le 15 octobre 1973, Clough et Taylor démissionnent après un désaccord avec le conseil d'administration du club. Les supporters réclamèrent la réintégration du duo, en vain. Dave Mackay devenait le nouveau coach.

### Brighton and Hove Albion
Le 1er novembre 1973, Clough et Taylor s'engagent avec Brighton and Hove Albion, mais cette fois le succès n'est pas au rendez-vous. Juste après son arrivée, le duo est battu 0/4 à domicile par Walton & Hersham en FA Cup avant de perdre encore 2/8 à domicile contre Bristol Rovers le 1er décembre 1973. Brighton termine finalement la saison à la 19e place, évitant de justesse la relégation en 4e division.
Clough part pour Leeds United en 1974, mais Taylor refuse de le suivre, préférant rester sur la côte Sud pour deux saisons supplémentaires. Il termine la saison 1975-1976 à la quatrième place.

### Nottingham Forest
Le 16 juillet 1976, Taylor qui avait démissionné de Brighton and Hove Albion rejoint une nouvelle fois Clough, cette fois-ci à Nottingham Forest. Un an plus tard, Brighton est promu en deuxième division, sous les ordres d'Alan Mullery; et en 1977-1978 ils atteignent la première division.
Moins d'un an après l'arrivée de Taylor, Nottingham est promu en Premier League. En 1977 Taylor et Clough décident de remplacer John Middleton par Peter Shilton qu'ils font venir pour 270.000£. Taylor dit de lui qu'il fera gagner des matchs. À l'issue de la première saison de sa remontée, Forest remporte le championnat avec sept points d'avance sur Liverpool en n'encaissant que 24 buts en 42 matchs avec Shilton dans les buts. Le club remporte également la Coupe de la Ligue contre Liverpool. En 1979, Nottingham conserve ce trophée et y ajoute surtout la Coupe des clubs champions européens remportée contre Malmö. Ils rééditent la même performance l'année suivante en battant cette fois-ci l'Hambourg de Kevin Keegan. Ils atteignent encore la finale de la Coupe de la Ligue mais sont battus par Wolverhampton.

### Retour à Derby
Taylor se retire de Nottingham en mai 1982, après une saison terminée à la douzième place. Six mois plus tard, il devient le manager de Derby County. À cette époque, le club traverse de sérieuses difficultés financières et se trouve en bas de tableau. Taylor les fait remonter en milieu de tableau à l'issue de la saison 1981-1982. Au troisième tour de la FA Cup 1982-1983, Derby fait même tomber le Nottignham Forest de Clough en le battant 2/0 à Baseball Ground. Le club est éliminé au cinquième tour par Manchester United 0/1 à domicile. Cette saison est marquée par une série de 14 matchs sans défaite. Toutefois la saison suivante est plus compliquée et Taylor démissionne au début du mois d'avril 1984. Le club n'a plus d'argent pour faire venir de nouveaux joueurs.

## Rupture avec Clough
Il semble que la relation entre Taylor et Clough commencent à se dégrader à l'automne 1980. Taylor publie en effet une autobiographie de son travail avec Clough, mais sans avoir consulté ce dernier.
Bien qu'ils se soient séparés en bons termes, leur relation se dégrade réellement lors du transfert de John Robertson de Nottingham à Derby en mai 1983, sans prévenir Clough qui est en vacances. Clough s'épanche sur cet épisode dans un tabloïd en disant de Taylor qu'il est un serpent à sonnettes, une vipère : "Nous empruntons tous les deux l'A52 pour aller au travail tous les jours. Mais si un jour sa voiture y tombait en panne et que je le voyais ayant besoin d'aide, je ne le dépannerai pas, je préférerais lui rouler dessus".
Taylor et Clough ne se seraient plus reparlé par la suite. Au cours des six dernières années de sa vie, Taylor écrit parfois des articles de presse où il donne son avis sur le football. En 1989, un an avant sa mort, Taylor utilise un tabloïd pour haranguer Clough à prendre sa retraite avant qu'un président ne lui fasse rendre l'âme sous la pression de l'exigence du haut niveau. Cette retraite prématurée arrive quatre ans plus tard.

## Mort de Taylor
Peter Taylor meurt soudainement d'une fibrose pulmonaire lors de vacances à Majorque, à l'âge de 62 ans, le 4 octobre 1990,. Quand Ron Fenton annonce la mort de Peter Taylor à Brian Clough par téléphone, celui-ci ne répond apparemment rien. Mais en réalité, il plaque le téléphone contre lui et pleure à chaudes larmes. Clough est présent aux funérailles onze jours plus tard et dédie son autobiographie de 1994 à Peter Taylor : "À Peter. Tu me manques encore terriblement. Un jour tu as dit : 'Quand je ne serai plus là pour être ton souffre-douleur, tu ne rigoleras plus autant'. Tu avais raison" ("To Peter. Still miss you badly. You once said: 'When you get shot of me there won't be as much laughter in your life'. You were right").

## Héritage
Clough rend hommage à Taylor lorsqu'il est récompensé par la ville de Nottingham en mars 1993 : "Je n'ai qu'un regret, c'est que mon compagnon ne soit ici avec moi aujourd'hui." Il rend également hommage à Taylor en 1999 lorsqu'un buste à son effigie est dévoilé à City Ground. Il profite de cette occasion pour dire qu'il aimerait que la tribune Brian Clough soit renommée tribune Brian Clough et Peter Taylor.
L'histoire de Taylor et Clough est racontée dans le film The Damned United où le rôle de Peter Taylor est interprété par Timothy Spall.
En avril 2009, le club de Derby County annonce qu'une statue de Brian Clough et Peter Taylor sera érigée à Pride Park Stadium. Clough est déjà honoré de la sorte à Nottingham et Middlesbrough. Le sculpteur Andy Edwards qui avait déjà réalisé le buste de Steve Bloomer, est choisi pour réaliser cette statue. Le monument de Brian Clough et Peter Taylor est inauguré en août 2010.
En janvier 2010, Wendy Dickinson (la fille de Peter Taylor), demande de l'aide aux personnes qui ont été proches de son père afin de pouvoir écrire un nouveau livre à son sujet.

## Palmarès

### Comme manager
avec Burton Albion
- Southern Football League : 1964

### Comme assistant manager (aux côtés de Brian Clough)
avec Derby County
- D2 anglaise : 1968–69
- Premier League : 1971–72

avec Nottingham Forest
- Premier League : 1977-1978, vice-champion en 1978-1979
- Coupe de la Ligue : 1978, 1979, finaliste en 1980
- FA Charity Shield : 1978
- Coupe des clubs champions européens : 1978–79, 1979–80
- Supercoupe d'Europe : 1979, finaliste en 1980
- Coupe intercontinentale : finaliste en 1980